# Estádio Mário Celso Petraglia
Estádio Joaquim Américo Guimarães – stadion piłkarski w Kurytybie, Paraná, Brazylia, na którym swoje mecze rozgrywa klub Clube Athletico Paranaense. Stadion znajduje się w dzielnicy Água Verde.

## Historia
- 1912 – rozpoczęcie budowy stadionu
- 6 czerwca 1914 – inauguracja
- 1934 – stadion zmienia nazwę na Estádio Joaquim Américo Guimarães, na cześć Joaquim Américo Guimarãesa, który buł inicjatorem budowy stadionu.
- 1970 – stadion zostaje zamknięty
- 1984 – ponowne otwarcie
- 1 grudnia 1997 – rozpoczęcie budowy nowego stadionu w miejscu starego
- 20 czerwca 1999 – koniec budowy
- 24 czerwca 1999 – ponowna inauguracja, meczem pomiędzy Atlético Paranaense a Cerro Porteño z Urugwaju, zakończonym zwycięstwem gospodarzy 2-1
- 2005 – stadion ponownie zmienia nazwę na Kyocera Arena, ponieważ japoński koncern Kyocera, nabywa prawa do nazwy stadionu
- 2014 – stadion jest areną Mistrzostw Świata w Piłce Nożnej 2014.

## Mecze Mistrzostw Świata
Stadion był areną Mistrzostw Świata w Piłce Nożnej 2014. Na stadionie odbyły się 4 mecze fazy grupowej.
| Data            | Godzina     | Reprezentacja | Wynik | Reprezentacja        | Faza                 | Frekwencja |
| --------------- | ----------- | ------------- | ----- | -------------------- | -------------------- | ---------- |
| 16 czerwca 2014 | 21:00       | Iran          | 0:0   | Nigeria              | Grupa F              | 39 061     |
| 20 czerwca 2014 | 24:00       | Honduras      | 1:2   | Ekwador              | Grupa E              | 39 224     |
| 23 czerwca 2014 | 18:00       | Australia     | 0:3   | Hiszpania            | Grupa B              | 39 375     |
| 26 czerwca 2014 | 22:00       | Algieria      | 1:1   | Rosja                | Grupa H              | 39 311     |
| Liczba goli     | Liczba goli | Liczba goli   | 8     | Całkowita frekwencja | Całkowita frekwencja | 156 971    |

## Wyposażenie
21 toalet

68 miejsc przeznaczonych na działalność gospodarczą

10 dwuosobowych pokoi

41 boksów dla VIP-ów klasy C dla 16 osób

35 boksów dla VIP-ów klasy B dla 9-15 osób

4 sklepy na zewnątrz obiektu
8 szatni